# Dodge Demon (concept car)
Pour les articles homonymes, voir Dodge Challenger SRT Demon de 2018 ou muscle car connue sous le nom de "Dodge Demon".
La Dodge Demon est un concept car automobile créé par le constructeur américain Dodge.

## Présentation
La Dodge Demon concept préfigure un modèle de voiture de sport abordable dans la gamme du constructeur, sous la Dodge Viper. Le concept car est présenté au salon international de l'automobile de Genève 2007, et elle est envisagée pour la production. Elle est conçue pour rivaliser avec des voitures comme les Pontiac Solstice, Saturn Sky et Mazda MX-5. Contrairement à de nombreux autres concept cars, les matériaux et la conception de construction de la Demon étaient tels que la production en série était réalisable.

## Spécifications techniques

### Groupe moto propulseur
- Moteur : Moteur essence World Engine de 2,4 L
- Puissance : 174 ch (128 kW) à 6 000 tr/min
- Couple : 224 N m à 4 400 tr/min
- Transmission : Manuelle à six vitesses
- Transmission : Propulsion

### Dimensions
- Longueur totale : 3 974 mm
- Largeur totale (max. avec la carrosserie) : 1 736 mm
- Hauteur totale : 1 315 mm
- Empattement : 2 429 mm
- Porte-à-faux avant : 777 mm
- Porte-à-faux arrière : 769 mm
- Poids à vide (estimé) : 1 179 kg
- Taille (circonférence) des pneus, avant/arrière : 1 491 mm
- Taille de roue : 19 × 8 pouces
- Diamètre extérieur : 640 mm